# Augusto Luigi di Anhalt-Köthen
Augusto Luigi di Anhalt-Köthen (Köthen, 9 giugno 1697 – Köthen, 6 agosto 1755) fu principe di Anhalt-Köthen dal 1728 al 1755.

## Biografia

### I primi anni
Figlio terzogenito del principe Emmanuele Lebrecht di Anhalt-Köthen e di sua moglie, Gisella Agnese von Rath, Augusto Luigi era fratello del principe Leopoldo di Anhalt-Köthen, famoso per essere stato uno dei maggiori datori di lavoro e protettori di Johann Sebastian Bach. Dal 1702 quando suo padre stabilì il diritto del maggiorasco, Augusto ricevette da Leopoldo l'exclave di Güsten come dominio personale assieme al paese di Warmsdorf ed al castello locale costruito nel 1547 da Giorgio III. Questa cessione procurò però un brusco calo nelle finanze del dominio del fratello Leopoldo che portò col tempo a lotte interne tra i due fratelli.
Nel gennaio del 1722, Augusto Luigi sposò Agnese Guglielmina di Wuthenau (1700-1725), che dal 1721 era stata creata contessa di Warmsdorf per sopperire alla morganaticità del matrimonio col principe ascanide. Dopo la morte della prima moglie, nel 1726 si risposò con la contessa Emilie von Promnitz (1708-1732), figlia del conte Ermanno II. Nel novembre 1732 sposò la contessa Anna von Promnitz (1711-1750), sorella della sua seconda moglie e come risultato di questa politica vicina alla casa von Promnitz nel 1765 l'Anhalt-Köthen poté acquisire anche il ducato di Pless, in Slesia, che era patrimonio della famiglia della moglie.

### Il regno
Succedette al fratello, morto prematuramente nel 1728, sul trono di Anhalt-Köthen dove rimase per quasi un trentennio. Egli dovette però fronteggiare ben presto problemi non indifferenti soprattutto con la vedova di suo fratello, Federica Carlotta di Nassau-Siegen (1702-1785) che lo accusava di aver sottratto del denaro necessario per il sostentamento dell'unica figlia sopravvissuta degli eredi di Leopoldo, Gisella Agnese (1722-1751) che ne aveva fatto richiesta con l'eredità di suo padre.
Purtroppo la situazione finanziaria del principato alla morte di Leopoldo era in generale piuttosto malridotta se pensiamo che i debiti totali accumulati ammontavano a 335.000 talleri mentre il bilancio statale annuo era di 200.000 talleri, situazione dalla quale lo stato non si riprese completamente neanche sotto il regno di Augusto Luigi.
Il principe Augusto Luigi morì il 6 agosto 1755 nel castello di Köthen e venne sepolto nella cripta reale della Chiesa di Sankt Jakob a Köthen.

## Matrimonio e figli
Augusto si sposò tre volte. Nel 1722 contrasse il primo matrimonio con Agnese Guglielmina di Wuthenau, dalla quale ebbe i seguenti eredi:
- Gisella Enrichetta (nata e morta nel 1722)
- Agnese Leopoldina (1724-1766)

Alla morte della prima moglie, nel 1726, sposò la contessa Emilia di Promnitz-Pless, dalla quale ebbe i seguenti eredi:
- Cristiana Anna (1726-1790), sposò il conte Enrico Ernesto II di Stolberg-Wernigerode
- Federico Augusto, principe ereditario di Anhalt-Köthen (1727-1729)
- Giovanna Guglielmina (1728-1786, sposò il principe Giovanni Federico Carlo di Carolath-Beuthen
- Carlo Giorgio Lebrecht (1730-1789), principe di Anhalt-Köthen, sposò la principessa Luisa Carlotta di Schleswig-Holstein-Glücksburg
- Federico Ermanno (1731-1797), principe di Anhalt-Köthen-Pleß, sposò la contessa Luisa Fernanda di Stolberg-Wernigerode

Alla morte della seconda moglie, nel 1733, si sposò con Anna Federica di Promnitz-Pless, sorella di Emilia, dalla quale ebbe i seguenti eredi:
- Carlotta Sofia (1733-1770)
- Maria Maddalena (1739-1783), monaca a Gandersheim

## Ascendenza
|                                             |                  |                                               | Genitori                                       |  |  | Nonni |  |  | Bisnonni                            |  |  | Trisnonni                         |  |
|                                             |                  |                                               |                                                |  |  |       |  |  | August, principe di Anhalt-Plötzkau |  |  | Joachim Ernst, principe di Anhalt |  |
|                                             |                  |                                               |                                                |  |  |       |  |  | August, principe di Anhalt-Plötzkau |  |  | Joachim Ernst, principe di Anhalt |  |
|                                             |                  | Eleonore von Württemberg                      |                                                |  |  |       |  |  | August, principe di Anhalt-Plötzkau |  |  |                                   |  |
| Emanuel, principe di Anhalt-Köthen          |                  |                                               |                                                |  |  |       |  |  | August, principe di Anhalt-Plötzkau |  |  |                                   |  |
|                                             |                  | Sibylle zu Solms-Laubach                      | Johann Georg I, conte di Solms-Laubach         |  |  |       |  |  |                                     |  |  |                                   |  |
|                                             |                  | Sibylle zu Solms-Laubach                      | Johann Georg I, conte di Solms-Laubach         |  |  |       |  |  |                                     |  |  |                                   |  |
|                                             |                  | Sibylle zu Solms-Laubach                      | Margarethe von Schönburg-Glauchau              |  |  |       |  |  |                                     |  |  |                                   |  |
| Emanuel Lebrecht, principe di Anhalt-Köthen |                  | Sibylle zu Solms-Laubach                      |                                                |  |  |       |  |  |                                     |  |  |                                   |  |
|                                             |                  | Heinrich Ernst, conte di Stolberg-Wernigerode | Christoph, conte di Stolberg-Wernigerode       |  |  |       |  |  |                                     |  |  |                                   |  |
|                                             |                  | Heinrich Ernst, conte di Stolberg-Wernigerode | Christoph, conte di Stolberg-Wernigerode       |  |  |       |  |  |                                     |  |  |                                   |  |
|                                             |                  | Heinrich Ernst, conte di Stolberg-Wernigerode | Hedwig von Regenstein-Blankenburg              |  |  |       |  |  |                                     |  |  |                                   |  |
| Anna Eleonore zu Stolberg-Wernigerode       |                  | Heinrich Ernst, conte di Stolberg-Wernigerode |                                                |  |  |       |  |  |                                     |  |  |                                   |  |
|                                             |                  | Anna Elisabeth zu Stolberg-Wernigerode        | Heinrich Volrad, conte di Stolberg-Wernigerode |  |  |       |  |  |                                     |  |  |                                   |  |
|                                             |                  | Anna Elisabeth zu Stolberg-Wernigerode        | Heinrich Volrad, conte di Stolberg-Wernigerode |  |  |       |  |  |                                     |  |  |                                   |  |
|                                             |                  | Anna Elisabeth zu Stolberg-Wernigerode        | Margarethe zu Solms-Laubach                    |  |  |       |  |  |                                     |  |  |                                   |  |
| August Ludwig, principe di Anhalt-Köthen    |                  | Anna Elisabeth zu Stolberg-Wernigerode        |                                                |  |  |       |  |  |                                     |  |  |                                   |  |
|                                             | Wilhelm von Rath | Hans von Rath                                 |                                                |  |  |       |  |  |                                     |  |  |                                   |  |
|                                             | Wilhelm von Rath | Hans von Rath                                 |                                                |  |  |       |  |  |                                     |  |  |                                   |  |
|                                             | Wilhelm von Rath | Anna Voigt                                    |                                                |  |  |       |  |  |                                     |  |  |                                   |  |
| Balthasar Wilhelm von Rath                  | Wilhelm von Rath |                                               |                                                |  |  |       |  |  |                                     |  |  |                                   |  |
|                                             |                  | Dorothea von Hackeborn                        | Hans von Hackeborn                             |  |  |       |  |  |                                     |  |  |                                   |  |
|                                             |                  | Dorothea von Hackeborn                        | Hans von Hackeborn                             |  |  |       |  |  |                                     |  |  |                                   |  |
|                                             |                  | Dorothea von Hackeborn                        | Elisabeth von Angern                           |  |  |       |  |  |                                     |  |  |                                   |  |
| Gisela Agnes von Rath                       |                  | Dorothea von Hackeborn                        |                                                |  |  |       |  |  |                                     |  |  |                                   |  |
|                                             |                  | Heinrich von Wuthenau                         | Bernhard von Wuthenau                          |  |  |       |  |  |                                     |  |  |                                   |  |
|                                             |                  | Heinrich von Wuthenau                         | Bernhard von Wuthenau                          |  |  |       |  |  |                                     |  |  |                                   |  |
|                                             |                  | Heinrich von Wuthenau                         | Margaretha von Katte                           |  |  |       |  |  |                                     |  |  |                                   |  |
| Magdalene Dorothee von Wuthenau             |                  | Heinrich von Wuthenau                         |                                                |  |  |       |  |  |                                     |  |  |                                   |  |
|                                             |                  | Sibylle von Bindauf                           | Adolph von Bindauf                             |  |  |       |  |  |                                     |  |  |                                   |  |
|                                             |                  | Sibylle von Bindauf                           | Adolph von Bindauf                             |  |  |       |  |  |                                     |  |  |                                   |  |
|                                             |                  | Sibylle von Bindauf                           | Maria von Lincken                              |  |  |       |  |  |                                     |  |  |                                   |  |
|                                             |                  | Sibylle von Bindauf                           |                                                |  |  |       |  |  |                                     |  |  |                                   |  |